# Garry Conille

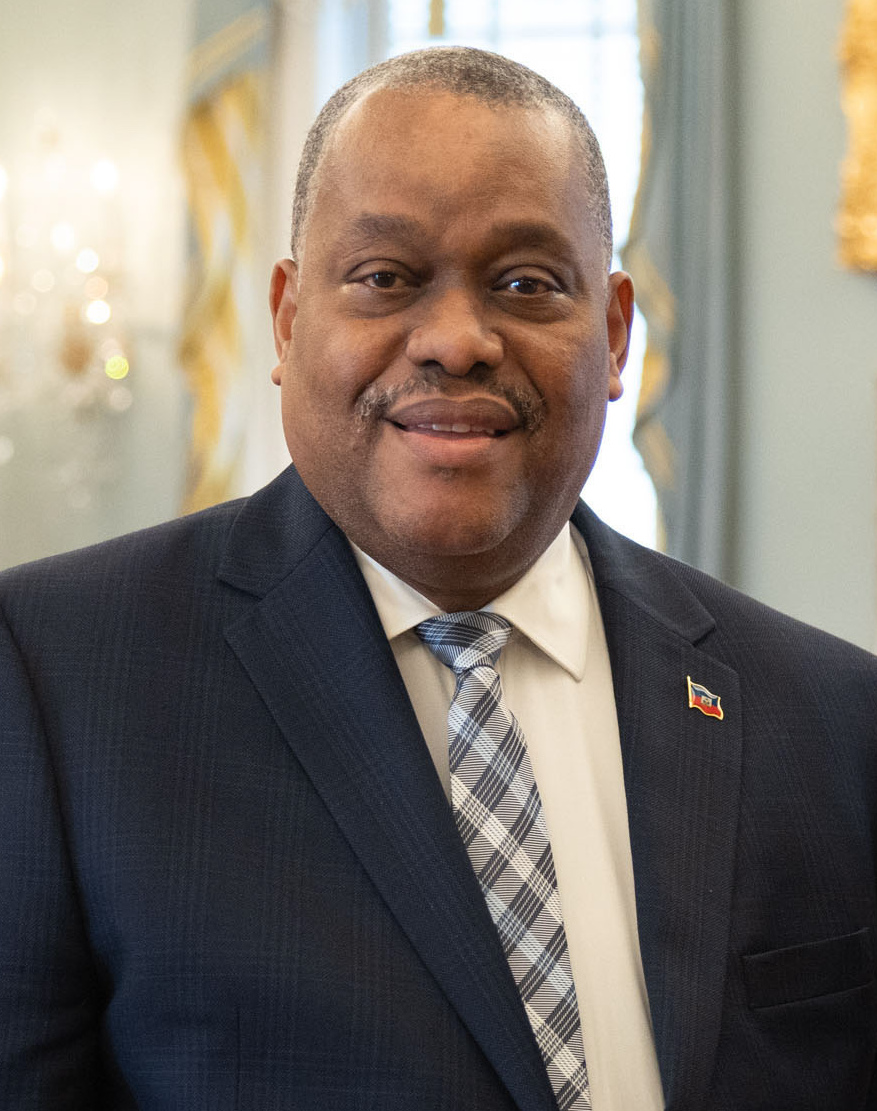
Garry Conille (2024)

Garry Conille (* 26. Februar 1966 in Port-au-Prince) ist ein haitianischer Politiker.

## Leben
Conille besuchte das  Collège Canado-Haïtien und studierte an der Université d’État d’Haïti sowie an der University of North Carolina at Chapel Hill. Sein Vater war Minister unter Jean-Claude Duvalier. Er hat drei Geschwister, ist verheiratet und hat zwei Kinder.

## Laufbahn als Mediziner
Conille legte einen Masterabschluss in politischer Verwaltung und Gesundheitswesen als Fellow des Fulbright-Programms an der University of North Carolina in Chapel Hill ab. Anschließend spezialisierte er sich in Frauenheilkunde und promovierte an der Université d'Etat d'Haïti.
Von 1994 bis 1998 entwickelte und implementierte er bei der haitianischen nationalen Gesellschaft für Entwicklung ein System zur medizinischen Grundversorgung in den armen Gebieten Haitis. Im August 1999 war Garry Conille als Evaluierungsberater für die Folgenabschätzung des Albert-Schweitzer-Krankenhauses verantwortlich, einer NRO im Bereich der Gemeindeentwicklung, die über 260.000 Menschen in Artibonite versorgte. In den Jahren 2000 bis 2004 entwickelte und moderierte er bei Radio Vision 2000 das erste nationale interaktive Programm, das sich mit Fragen der reproduktiven und sexuellen Gesundheit befasste.

## Laufbahn im Dienst der Vereinten Nationen
Conille begann seine Laufbahn bei den Vereinten Nationen im Jahr 1999 als Projektreferent und anschließend als Programmreferent  beim Bevölkerungsfonds der Vereinten Nationen (UNFPA) in Haiti. Von Oktober 2002 bis Mai 2004 war er technischer Berater bei Population Services International (PSI) Haiti.
Im Mai 2004 wurde er Beamter innerhalb des Systems der Vereinten Nationen. Bis Januar 2006 war er technischer Berater von Ländern, dann subregionaler technischer Berater für UNFPA, Abteilung Afrika/Äthiopien. In dieser Funktion war er für die Bereitstellung technischer Hilfe und den Aufbau von Kapazitäten in Schlüsselbereichen der Bevölkerungs- und Gesundheitsreproduktion verantwortlich.
Von Januar bis Dezember 2006 arbeitete er in einem anderen Bereich der Vereinten Nationen als technischer Berater für das Projekt Millennium Development Goals (MDG) der Vereinten Nationen. Im Januar 2007 kehrte Conille als leitender technischer Berater für die Region Afrika und globaler Programmkoordinator für die Sicherheit der Beiträge zur reproduktiven Gesundheit zum UNFPA zurück.
Von September 2008 bis zu seinem Sondereinsatz in Haiti arbeitete Conille als Teamleiter der MDG-Einheit (UNDP). Hier organisierte er gemeinsam mit UNDESA die Vorbereitung des Berichts des Generalsekretärs über die MDGs, der auf dem G8-Gipfel 2010 vorgestellt wurde, und anschließend mit dem Internationalen Währungsfonds die Vorbereitung der Gleneagles-Szenarien in mehr als einem Dutzend afrikanischer Länder.
Nach dem Erdbeben in Haiti 2010 wurde er vom UNDP-Verwalter und dem UN-Generalsekretär gebeten, das Amt des Sondergesandten des UN-Generalsekretärs für Haiti zu übernehmen. Conille arbeitete mit der haitianischen Regierung, der Vertretung der Vereinten Nationen in Haiti und den wichtigsten Gebern zusammen, um einen strategischen Plan für den Wiederaufbau von Haiti zu entwickeln und umzusetzen. Er war auch an der Koordinierung der humanitären Hilfe und an der Einrichtung der Interim Haiti Recovery Commission, der zentralen Struktur für den Wiederaufbau, beteiligt.
Im Juni 2011 nahm er seine Arbeit beim UNDP als Resident und Koordinator für humanitäre Hilfe in Niger auf.

## Laufbahn als Politiker

### Erste Amtszeit als Premierminister
Am 5. September 2011 wurde Conille von Präsident Michel Martelly offiziell zum Premierminister ernannt. Es handelte sich um die dritte Nominierung nach dem Rücktritt eines Nachfolgers für Jean-Max Bellerive. Dieser war am 15. Mai 2011 zurückgetreten. Zwei Nachfolgekandidaten erhielten keine Mehrheit im Senat.
Bei der Nominierung von Conille stellte sich die Frage, ob er die in der haitianischen Verfassung vorgeschriebene Bedingung erfüllt, vor der Ratifizierung fünf Jahre lang ununterbrochen im Land gelebt zu haben. Der Präsident entgegnete, dass Conille von der Wohnsitzauflage befreit sei, da er für die Vereinten Nationen tätig gewesen sei.
Das Prüfungs- und Ratifizierungsverfahren für seine Ernennung begann am 8. September 2011. Die Abgeordnetenkammer billigte seine Ernennung am 16. September einstimmig. Am 5. Oktober 2011 bestätigte auch der Senat die Ernennung von Conille zum Premierminister, womit er der 16. und jüngste Premierminister nach der aktuellen Verfassung des Landes von 1987 wurde.
Conille trat nach wenigen Monaten am 24. Februar 2012 zurück, nachdem seine Minister das Vertrauen in ihn verloren hatten. Er war mit den Ministern und dem Präsidenten in mehreren Fragen aneinandergeraten, zuletzt ging es um Regierungsbeamte, die eine doppelte Staatsbürgerschaft besaßen, was in Haiti illegal ist. Sein Nachfolger war Laurent Lamothe.
Vom 22. November bis 12. Dezember 2011 nahm er zusätzlich kommissarisch auch die Amtsgeschäfte des Justizministers wahr.

### Zweite Amtszeit als Premierminister
Am 28. Mai 2024 einigte sich der Übergangsrat auf Conille als künftigen Premierminister. Sechs anwesende Mitglieder des siebenköpfigen Rats sprachen sich für ihn aus. Laurent Saint-Cyr war bei der Abstimmung nicht zugegen.
Am 11. Juni stellte Conille sein Kabinett vor, dessen Zusammensetzung am selben Tag im Amtsblatt Le Moniteur veröffentlicht wurde. Die offizielle Amtseinführung der Regierung folgte am 12. Juni 2024.
Nachdem sich Conille dafür ausgesprochen hatte, drei Mitglieder des Übergangsrats CPT, gegen die Korruptionsvorwürfe bestanden, auszuwechseln, wurde er durch den CPT am 11. November 2024 durch Alix Didier Fils-Aimé als Premierminister ersetzt. An der Eidesleistung seines Nachfolgers nahm er trotz Einladung nicht teil.